# V-Day (movimento)

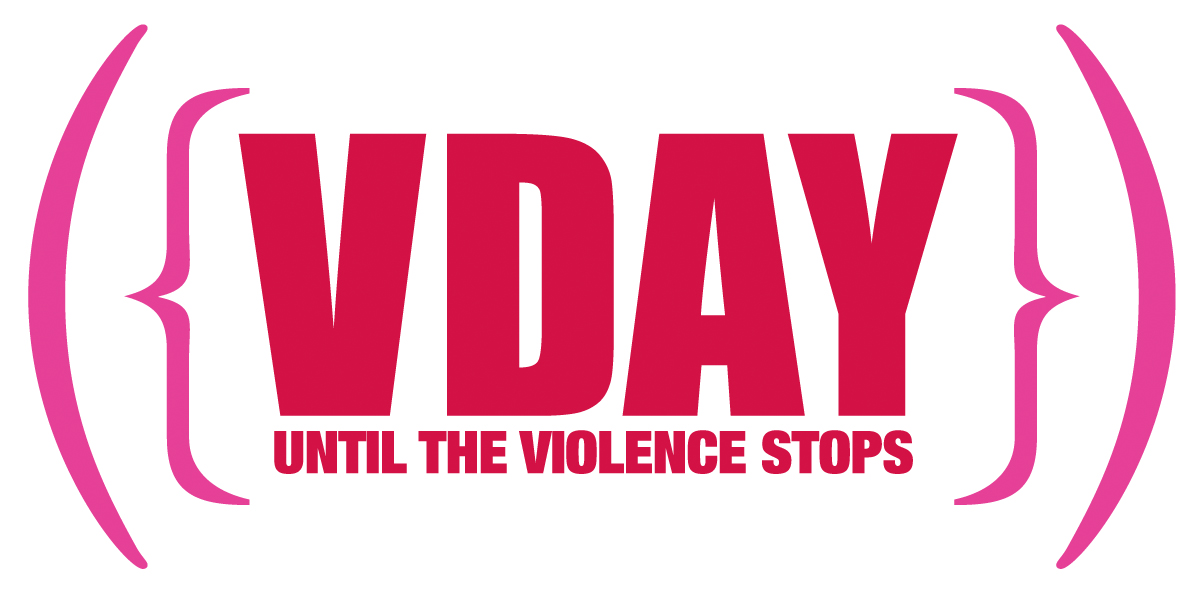
Logo del V-Day

Il V-Day è un movimento attivista globale rivolto ad abbattere ogni forma di violenza su donne e bambine. Questa associazione ha preso vita grazie alla scrittrice, drammaturga e attivista Eve Ensler, la quale ha abbracciato la causa femminista a seguito delle violenze subite dal padre in tenera età. Il movimento è coordinato da una 501 (c)(3), un'organizzazione no-profit esente da tasse negli Stati Uniti, che dal 1998 promuove eventi di sensibilizzazione e consente esibizioni gratuite, prese e ispirate ai Monologhi della Vagina, ogni 14 febbraio. La "V" in V-Day sta per vittoria, Valentino e vagina.

## Riguardo al V-Day
Il V-Day inizia il 14 febbraio 1998, quando una rappresentazione di beneficenza de I Monologhi della Vagina viene messa in scena all'Hammerstein Ballroom di New York. In questa occasione, la fondatrice Eve Ensler esprime con chiarezza il significato del V-Day: ossia il bisogno di lottare contro le varie forme di violenza su donne e bambine che si manifestano in maniera diversa da cultura a cultura, affinché possa esistere «un mondo dove le donne possano vivere sicure e libere».
Il V-Day è una visione: noi vediamo un mondo in cui le donne vivono in sicurezza e liberà.
Il V-Day è una richiesta: stupro, incesto, maltrattamenti, mutilazione genitale e schiavitù sessuale devono cessare subito.
Il V-Day è uno spirito: noi crediamo che le donne dovrebbero passare le loro vita a creare e prosperare anziché a sopravvivere o a guarire da terribili atrocità.
Il V-Day è un catalizzatore: raccogliendo denaro e accrescendo il livello di coscienza, unificherà e rafforzerà le iniziative anti-violenza esistenti. Innescando una consapevolezza di vasta portata, porrà le fondamenta di nuovi sforzi educativi e legislativi in tutto il mondo.
Il V-Day è un processo: noi lavoreremo finché sarà necessario. Non smetteremo finché non smetterà la violenza.
Il V-Day è un giorno: noi proclamiamo il giorno di San Valentino "V-Day" per celebrare le donne e mettere fine alla violenza.
Il V-Day è un movimento e una comunità: potente e audace, travolgente e inarrestabile. Unisciti a noi!»
(Dichiarazione programmatica del V-Day)
In base ai dati raccolti dall'ONU una donna su tre, in tutto il mondo è vittima, nel corso della sua vita, di violenza a causa del proprio sesso. Al fine di comprendere ciò a pieno, il V-Day ha stilato un glossario sui vari crimini di cui le donne sono vittime. Il glossario comprende voci su stupro, incesto, attacchi da acido, mutilazione genitale, stalking, molestia sessuale, violenza domestica, maltrattamento, mercificazione del corpo femminile e molte altre. Le definizioni fornite derivano da varie fonti quali il governo federale degli Stati Uniti,  il Dipartimento di Giustizia americano, le Nazioni Unite, Amnesty International, l'Organizzazione Mondiale della Sanità, la Convenzione di Ginevra e l'UNICEF.
Fin dalla sua nascita, l'organizzazione del V-Day si è imposta di sensibilizzare il prossimo riguardo a questi temi delicati, promuovendo eventi creativi di beneficenza durante i quali si svolgono spettacoli tratti da I Monologhi della Vagina. Grazie a gruppi di volontari, attivisti e enti benefici locali la manifestazione si è rapidamente ampliata, includendo come parte del movimento marce e festival ma anche mostre d'arte, documentari, letture, proiezione di film, in particolare dei documentari V-Day: "Until the Violence Stops" e What I Want My Words To Do To You. 
Nelle nazioni dove la censura vieta la lettura de I Monologhi della Vagina altri lavori vengono istituiti per l'emancipazione femminile, e per la realizzazione del V-Day. Per esempio, vengono tenute letture dai libri A memory, a monologue, a rent and a prayrer, un'antologia di racconti e sonetti sulla violenza contro le donne, e Any One of Us: Words From Prison, una collezione di monologhi scritti da cinquanta donne incarcerate che rivelano un'alta connessione tra la violenza subita e la propensione a compiere reati. 
Il lavoro del V-day si basa su quattro pilastri principali:
1. L'arte ha la capacità di modificare il pensiero e ispirare le persone ad agire.
2. Il cambiamento sociale e culturale duraturo è trasmesso da persone normali che fanno cose straordinarie.
3. Le donne del posto conoscono meglio le necessità e le dinamiche sociali all'interno della comunità e potrebbero diventare dei leader formidabili.
4. Per capire la violenza sulle donne si deve conoscere l'etnia, la classe sociale e il genere.

## Campagne del V-Day

### Gli inizi
Il primo evento del V-Day, la sera del 14 febbraio 1998, vide raccolti 250.000 dollari e la partecipazione di nomi importanti quali Glenn Close, Whoopi Goldberg e Winona Ryder. Grazie alla fama derivata dalla stampa il movimento crebbe raggiungendo, l'anno successivo, l'Old Vic Theatre di Londra, dove inscenarono I Monologhi della Vagina interpreti come Cate Blanchett, Melanie Griffith e Kate Winslet.
Tra il 1999 e il 2000 centinaia di scuole negli Stati Uniti e in Canada aderirono al "V-Day 1999 College Initiative" e "V-Day 2000 College Initiative", diffondendo così la filosofia della manifestazione negli ambienti universitari. I fondi raccolti attraverso queste manifestazioni (che dal 2001 prendono ufficialmente nome di "College Campaign") vennero devoluti a centinaia di organizzazioni che lavorano per fermare la violenza contro le donne nelle comunità di tutto il mondo. 
Nel febbraio del 2001 il V-Day due manifestazioni si svolsero al Madison Square di New York.
Il primo fu il meeting che riunì undici coordinatori regionali per discutere le sfide e le strategie di successo per porre fine alla violenza contro le donne; durante l'incontro venne premiata Karin Heisecke, la vincitrice della gara internazionale "Fermiamo lo stupro", grazie alla campagna "Sacchetto di carta", che consiste nel chiedere ai fornai locali di avvolgere il pane in sacchetti su cui vengono stampate le statistiche sulla violenza delle donne e i numeri d'emergenza da chiamare da chi subisce violenza per cercare aiuto.
Il secondo fu la rappresentazione teatrale di Eve Ensler assieme ad un gruppo di settanta attori, tra cui Oprah Winfrey e Jane Fonda. In quella unica serata si raccolsero un milione di dollari. In dicembre il V-day ed Equality Now, un'organizzazione che come il V-Day lavora per la tutela dei diritti delle donne nel mondo, sponsorizzarono insieme il summit a Bruxelles per la democrazia delle donne afghane. 
Nel 2002 venne promosso un evento per la raccolta di fondi a San Francisco per finanziare 24 gruppi anti-violenza locali. Nello stesso anno è stata aperta la prima Casa Sicura a Narok, in Kenya, sotto la direzione di Agnes Pareyio, la quale, nel 2005, verrà nominata "Personaggio dell'anno" dalle Nazioni Unite per la lotta contro la pratica dell'infibulazione e contro il matrimonio infantile. Sempre nel 2002 venne organizzato un summit a Roma che riunisce attiviste del V-Day provenienti da 17 paesi per definire come porre fine alle violenze su donne e bambine di tutto il mondo. 

### Raggiungimento della fama mondiale

#### Il 2003
Venne lanciata una campagna di annunci di servizio pubblico sulle maggiori riviste tra cui "TIME", "Redbook" e "Marie Claire", e annunci televisivi, prodotti gratuitamente da Lifetime Television, furono trasmessi più volte al giorno a milioni di telespettatori.
Il V-Day designò a Kabul ottanta donne per il ruolo di leader per coordinare le numerose organizzazioni afghane e allargare le reti di contatti nel territorio soprattutto grazie all'operatrice nel campo della sanità e dell'alfabetizzazione Malai Jova, che, eletta al parlamento nel 2005, diventò così la portavoce internazionale delle donne afghane. Un importante traguardo si raggiunse a Manila, dove leggi contro la violenza domestica e il traffico sessuale furono approvate a seguito agli eventi del V-Day portati in Senato e in Camera dei rappresentanti delle Filippine da attiviste locali. In dicembre il V-Day si tenne per la prima volta in Israele e Palestina per sostegno alle donne richiedenti sicurezza, giustizia e pace. Fu sponsorizzata a Sarajevo la conferenza "Attraversare le frontiere della differenza" che riunisce donne di varie lingue e religioni in una conversazione su come trovare la pace in regioni devastate dalla guerra.
Tema del V-Day 2003 fu "Let V-Day to V-World", ovvero lottare affinché sia permesso a tutte le donne di partorire liberamente in Cina, India e Corea; nuotare in Iran; stare al sicuro nei loro letti a casa negli Stati Uniti, in Europa e in Asia; mangiare il gelato in Afghanistan; mantenere i loro clitoridi in Africa e Asia; votare in Kuwait; camminare nel parco di notte negli Stati Uniti; flirtare apertamente in Giordania; non essere vendute come giocattoli in Asia, Stati Uniti, Europa orientale; guidare automobili in Arabia Saudita; indossare i pantaloni nello Swaziland; tornare a casa dal lavoro al sicuro a Juárez, in Messico; godere del sesso; celebrare i loro desideri; amare il proprio corpo; girare il mondo. Durante la stagione di V-Day 2003 oltre 1.000 eventi benefici V-Day furono presentati dagli attivisti di volontariato in tutto il mondo e sono state educate milioni di persone circa la realtà della violenza contro le donne e bambine, raccogliendo 4 milioni di dollari e beneficiando più di 1000 organizzazioni.

#### Il 2004
Il 14 febbraio 2004 venne organizzata con Amnesty International una marcia per onorare le donne scomparse e uccise a Juárez, in Messico, fornendo aiuto alle famiglie delle vittime e alle organizzazioni benefiche locali come Casa Amiga. Per la prima volta rappresentazioni de I Monologhi della Vagina arrivarono in India e in Egitto, e il denaro raccolto da queste esibizioni venne destinato alla creazione di un rifugio per le donne in Medio Oriente. Le organizzatrici di Regno Unito, Francia, Lussemburgo, Germania, con il sostegno finanziario della Commissione Europea, fondarono il V-Day europeo con l'obiettivo di sostenere i gruppi di volontariato locali rivolti a debellare la violenza su donne e bambine.
Il tema per la stagione 2004 fu "Celebrare i guerrieri della Vagina", celebrare quindi donne e uomini che hanno spesso sperimentato la violenza personalmente o che hanno assistito ad atti di violenza all'interno della propria comunità e si sono dedicati a fermarli. Gli eventi e le campagne organizzate fruttarono oltre 5 milioni di dollari all'organizzazione.
In aprile fu presentato, a Los Angeles, per la prima volta, un nuovo monologo basato sulle esperienze di vita di un gruppo di donne transessuali. Infine venne portato al Sundance Film Festival il documentario V-Day: "Until the Violence Stops".

#### Il 2005
Le autorità dell'Uganda fermarono la manifestazione del V-Day precedentemente organizzata. Le donne che promuovevano gli eventi benefici riuscirono ad ottenere lo stesso una copertura mediatica nazionale per mettere in luce i problemi della violenza sulle donne in Africa. L'8 marzo Eve Ensler e la sua organizzazione furono omaggiati dal presidente dell'Islanda Ólafur Ragnar Grímsson, il quale venne insignito come "Presidente guerriero della vagina". Il 18 luglio aprì Bayat Hawa, la prima casa sicura in Egitto, grazie all'Associazione per lo sviluppo e la valorizzazione delle donne (ADEW), che offre servizi per donne e bambini che hanno subito abusi e violenza domestica.
L'attenzione del V-Day venne spostata anche in Iraq, dove gruppi armati di religiosi conservatori obbligano le donne ad indossare il velo sotto minacce di attacchi con acido o sequestro. Venne dato un solido aiuto all'Organizzazione sulla libertà della donne in Iraq (OWFI); quest'ultima ha rivelato che dall'insediamento americano e dal cambio di regime le donne hanno perso molta più libertà di quanta ne hanno guadagnata e denuncia numerosissimi casi di stupri e rapimenti che scoraggiano sia le donne ad uscire o cercare lavoro, sia le famiglie a mandare le loro figlie a scuola. Inoltre gruppi armati di religiosi conservatori obbligano le donne ad indossare il velo sotto minacce di attacchi con acido o sequestro.
In giugno il V-Day lanciò il programma Karama ("dignità" in arabo) a Beirut, come sostegno per tutte le donne del Medio Oriente. Con sede a Cairo, Karama lavora a stretto contatto con le organizzazioni che operano in diversi settori, e su diversi temi in ogni società, come l'istruzione, la salute, la religione, l'arte, l'economia e la politica.

#### Dal 2006 al 2008
Nel giugno 2006 l'intera città di New York fu sede della manifestazione lanciata dal V-Day "Finché non cesserà la violenza", nella quale furono allestiti spettacoli, parate ed eventi comunitari che accolsero migliaia di persone da tutto il mondo. Successivamente Eve Ensler si recò in Congo per intervistare il dottor Denis Mukwege e fu testimone di come le donne e ragazzine vittime di abusi abbiano ricevuto medicazioni e interventi chirurgici salvavita. Venne pubblicato A Memory, a Monologue, a Rant and a Prayer, una raccolta di racconti e testimonianze. Intanto nel corso degli anni anche la College Campaign crebbe di portata, raggiungendo oltre 700 campus che totalizzano più di 3.000 eventi benefici in 58 paesi. 
Nel corso del 2006 e del 2007 il V-Day si unì alla richiesta delle "donne di conforto" di ottenere delle scuse ufficiali da parte del Giappone. Con "donne di conforto" si intendono tutte quelle donne e ragazze (stimate sulle 100.000) provenienti da Cina, Filippine, Indonesia, Malesia, Taiwan, Corea che furono rapite e costrette in schiavitù sessuale al servizio dei militari giapponesi tra il 1942 e il 1945.
Nel 2008 il V-Day festeggiò 10 anni di attivismo e l'evento "V alla decima" raggiunge 22 città americane. Il 14 febbraio venne celebrato il decimo anniversario all'Hammerstein Ballroom di New York, nello stesso luogo in cui il movimento ebbe inizio. L'8 marzo a New Orleans fu organizzata una parata dal nome "Jumpin' in the pink" che riunì uomini e donne in una serie di marce e danze per celebrare gli sforzi degli enti locali che hanno aiutato le famiglie a superare le difficoltà post uragano Katrina.

#### Dal 2009 al 2011
Nel 2009 il V-Day concentrò le proprie forze nell'aiuto alle donne congolesi. Nella Repubblica Democratica del Congo la violenza sessuale è infatti usata come tortura dall'inizio della grande guerra africana. Da allora sono oltre 100.000 i casi di donne e bambine violentate, che riportano mutilazioni, gravidanze indesiderate e malattie sessualmente trasmissibili. Cominciò la costruzione a Bukavu, in Congo, di City of Joy: una comunità composta da case, aule, un edificio amministrativo, un centro tecnologico e spazi verdi interamente costruita da donne e uomini locali e volontari provenienti da altre parti del mondo con le risorse di artigianato e falegnameria locali. Lo spazio dedicato alla comunità fu successivamente ampliato con grandi distese di terreno coltivabile nel quale si producono carote, mais, pomodoro e soia. Il piano è stato quello di sviluppare un'azienda gestita da donne sopravvissute che vivono lì per formare una cooperativa agricola. Il progetto racchiude tutta la filosofia dal V-Day: offrire alle donne un luogo dove guarire sia fisicamente che emotivamente attraverso un programma terapeutico completo che comprende alfabetizzazione, istruzione, autodifesa, sessualità, ecologia, narrazione, danza e teatro. City of Joy, dopo due anni di lavori, apre ufficialmente nel gennaio 2011. 
Nel 2011, oltre al progetto di City of Joy, il V-Day si spostò ad Haiti dove contribuì all'apertura di case sicure per le donne sopravvissute al terremoto e i loro figli, fornendo loro servizi di supporto essenziali e assistenza legale.

### One Billion Rising

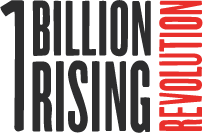
Logo di One Billion Rising

One Billion Rising è una grande azione di massa, lanciata a San Valentino 2012 dal V-day, per porre fine alla violenza contro le donne nella storia umana. Il 14 febbraio 2013, manifestanti in tutto il mondo si sono riuniti per esprimere la loro indignazione per le ingiustizie che le donne subiscono. Il ballo è stato scelto in quanto espressione del corpo gioiosa, sessuale, libera, sacra, dirompente, contagiosa. 
Il 14 febbraio 2014, One Billion Rising for Justice ha focalizza il tema della giustizia per tutti i sopravvissuti alla violenza di genere e si sofferma anche su altri aspetti quali la povertà, il razzismo, la guerra, il capitalismo, l'imperialismo, e il patriarcato.
Per il terzo anno della campagna, i coordinatori di One Billion Rising: Revolution hanno scelto il tema della rivoluzione, per la continua rivendicazione di giustizia e presa di coscienza da parte delle comunità di tutto il mondo. 
Intorno al 14 febbraio 2015, milioni di attivisti in più di 200 paesi si sono riuniti per aderire all'iniziativa e ottenere finalmente un cambiamento di sistema. Nel 2016, il tema della rivoluzione continua con una chiamata a concentrarsi sulle donne tuttora emarginate al fine di portare attenzione nazionale ed internazionale sui loro problemi. 
Lo scopo di queste manifestazioni è rompere il silenzio: dar voce a tutte le storie che sono state sepolte, negate, cancellate, modificate, e minimizzate da sistemi patriarcali e sessisti. One Billion Rising è un invito a liberarsi dalla prigionia, dall'obbligo, dalla vergogna, dal senso di colpa, dal dolore, dall'umiliazione, dalla rabbia, e dalla schiavitù.

## Critiche
Dopo alcuni anni dalla nascita del movimento, critici di destra hanno attaccato il V-Day con l'accusa di "voler dirottare la festa di san Valentino". I conservatori ritenevano infatti inopportuno che le femministe invitassero i cittadini alla riflessione su questioni delicate come lo stupro, l'incesto e sulla violenza in generale, soprattutto nel giorno in cui viene celebrato l'amore e il romanticismo. 
La femminista Clara Eugenia Rojas in una sua pubblicazione del 2005 critica la marcia del V-Day in Messico definendolo un'appropriazione ed un uso improprio di attivismo femminista locale. Rojas, attivista e femminista del luogo, subito dopo il ritrovamento dei corpi delle vittime scomparse, si rese conto che c'era ben poco che lei o altri volontari potessero fare per attirare l'attenzione sull'ingiustizia. Dopo 5 anni di attivismo locale rivolto a promuovere la consapevolezza sulla violenza, il V-Day finalmente ha puntato i riflettori su questa triste vicenda e ne ha fatto una questione di portata mondiale. Anche se grata all'Organizzazione per la sua partecipazione, Rojas ritiene che il V-Day sia arrivato comunque troppo tardi per fare la differenza e che abbiano abbracciato la causa anche per secondi fini come la pubblicità e la raccolta di fondi. Inoltre critica il movimento per aver messo in secondo piano le femministe locali, non riuscendo ad includerle nell'organizzazione e nella realizzazione della marcia.
Nell'articolo Queerness, Disability, and Vagina Monologues una critica viene scritta dagli appartenenti della comunità LGBT. Essi manifestano la loro insoddisfazione per il movimento V-Day e più precisamente su I Monologhi della Vagina, ritenendo che l'opera escluda i problemi di violenza contro i transessuali. Successivamente a questa critica molto aspra sono state aggiunte, nelle performance de I Monologhi della Vagina, delle esibizioni con tema principale la transessualità e gli abusi che queste persone subiscono per colpa dell'intolleranza.
Molte critiche invece sono state mosse ad Eve Ensler personalmente per aver incluso nella sua opera una testimonianza di una donna che all'età di tredici anni racconta di aver avuto un rapporto con una di ventiquattro. Le polemiche nascono in quanto la vicenda non è posta come denuncia ad uno stupro, ma anzi viene esaltata la figura della ventiquattrenne come una buona amante. Questo ha generato molte discussioni su quanto la campagna portata avanti dalla Ensler sia un movimento contro gli uomini senza distinzioni, sul fatto che essi siano ritenuti intrinsecamente violenti e di quanto venga paragonato l'amore eterosessuale alla violenza simpatizzando per quello lesbo. 
Dal 2003, la "Cardinal Newman Society" (CNS), un'organizzazione no-profit statunitense dedita al promuovere e difendere l'educazione cattolica, ha fatto una campagna contro le rappresentazioni di beneficenza tratte da "I monologhi della vagina" nelle università cattoliche e non in tutti gli Stati Uniti. Ogni anno, la "Cardinal Newman Society" tiene traccia degli eventi V-Day che si svolgono nei collegi cattolici attraverso il sito del V-Day, ed esorta studenti e professori a non aderire al movimento minacciando di trattenere i propri finanziamenti. Questo ha creato negli Stati Uniti un sano dibattito pubblico e dei media all'interno della comunità cattolica sulla libertà di parola e il problema della violenza.
Oltre alla opposizione della CNS, il V-Day ha affrontato da un'altra organizzazione cattolica: la " American Society for the Defense of Tradition, Family and Property" (TFP). L'organizzazione, costituita nel 1973 per resistere, alle tendenze liberali, socialiste e comuniste e con orgoglio affermare i valori positivi della tradizione, la famiglia e dei valori, nel 2005, la ha lanciato una campagna anti-V-Day nei campus cattolici definendolo "un altro massacro del giorno di San Valentino".

## Curiosità
- Nel 2006 la rivista "Marie Claire" conferisce al V-Day il titolo di secondo miglior ente di beneficenza mondiale.
- In Canada, il 14 febbraio viene tradizionalmente celebrata la "Marcia Annuale in Memoria delle Donne Indigene Morte e Disperse" per onorare e piangere le migliaia di donne che ancora sono disperse o che sono state assassinate. Per rispetto della "Memorial Marche" gli organizzatori del One Billion Rising per il Canada spostano i loro eventi del 14 febbraio all' 8 marzo, in occasione della Giornata Internazionale della Donna.
- Il film-documentario What I Want My Words To Do To You nasce a seguito delle visite di Eve Ensler al carcere Bedford Hills Correctional Facility di New York, dove diventa coordinatrice di un laboratorio di scrittura con un gruppo di detenute. La Ensler riuscì a stabilire subito forti legami con questo gruppo di donne, non distraendole dalle proprie situazioni ma chiedendo loro di approfondire le cause, i dettagli e le conseguenze dei loro reati.
- Una rappresentazione de I monologhi della Vagina è stata portata in due carceri maschili di New York per sensibilizzare i detenuti sui temi dello stupro e della violenza domestica.